# Vízkeménység
Vízkeménységnek a vízben oldott ásványi anyagok mennyiségét nevezzük, melyet különféle módokon lehetséges meghatározni. A kemény víz hatással van a víz lehetséges felhasználásaira, és annak egészségügyi minőségét is befolyásolja.
A víz keménységét a benne oldott kalcium- és magnéziumsók mennyisége befolyásolja. 
A változó keménységet (más nevén karbonátkeménység) a kalcium-hidrogén-karbonát (Ca(HCO3)2), illetve a magnézium-hidrogén-karbonát (Mg(HCO3)2) mennyisége okozza. Ezek mennyisége forralással csökkenthető, mivel ilyenkor vízben oldhatatlan karbonátok formájában (CaCO3) kiválnak.
Az állandó keménységet a szulfátok, kloridok okozzák (kénsavas és sósavas sók, mint kalcium-szulfát, kalcium-klorid, magnézium-szulfát stb.), melyek hő hatására sem válnak ki.
A két keménység együttesen adja meg a víz összkeménységét.

## A mérések fajtái
A keménységet általában keménységi fokban adjuk meg. Magyarországon jellemzően a német keménységi fokot használják (jele nk° vagy °dH), de használatos még a francia keménység (fk°) illetve az angol keménységi skála (ak°) is.
- 1 nk° keménységű az a víz, mely 10 mg/l kalcium-oxiddal (CaO) egyenértékű kalcium és  magnéziumiont tartalmaz.
- 1 fk° keménységű az a víz, mely 10 mg/l kalcium-karbonátnak (CaCO3) megfelelő mennyiségű kalcium- és magnéziumvegyületet tartalmaz. (Ezen skála előnye, hogy a kalcium-karbonát molekulatömege 100, így könnyű vele számolni.)
- 1 ak° keménységű az a víz, mely 14,3 mg/l kalcium-karbonátnak megfelelő mennyiségű kalcium- és magnéziumvegyületet tartalmaz.

A különféle keménységi fokok között a következő az összefüggés:
1 nk° = 1,79 fk° = 1,25 ak°

## A víz keménység szerinti osztályozása
| nk°       | keménység        |
| --------- | ---------------- |
| 0–4       | nagyon lágy      |
| 4–8       | lágy             |
| 8–18      | közepesen kemény |
| 18–30     | kemény           |
| 30 felett | nagyon kemény    |

## A kemény víz hatásai
Vízkőképződés; a mosószerek hatása gyengébb; a hüvelyesek nehezebben puhulnak meg, ha kemény vízben főzzük őket. Egyes tudományos kutatások szerint a vesekővel és számos csont- és érrendszeri betegséggel is kapcsolatba hozható a kemény víz.

## A víz lágyításának módjai
A szénsav gyenge sav, ezért a vízkövet alkotó karbonátok már egészen gyenge szerves savakkal is oldhatók, így például a kávéfőző citromsavval átfőzve is vízkőteleníthető. A mosógépben többnyire elég a folyékony mosószer használata és havonta egyszeri „üres” átmosás 90°C-os ecetes vízzel. Hasznos lehet a különböző ioncserélő gyanták használata. A háztartási vízlágyítókban elterjedtebb megoldás a kalciumot és magnéziumot nátriumra cseréli. Ez mosáshoz, vasaláshoz tökéletes, emberi fogyasztásra viszont nem ajánlott. Előnye, hogy ez a gyanta tömény konyhasóoldattal egyszerűen regenerálható. A modernebb megoldás a kevert ágyas gyanta, ami a kalciumionokat és magnéziumionokat hidrogénionokra és hidroxidionokra cseréli. Ez iható, akváriumokban használható és virágok locsolására is alkalmas vizet állít elő, regenerálni viszont tömény savakkal és lúgokkal kell. Forralással a változó keménység csökkenthető. Elterjedt a fordított ozmózis elvén működő (RO) szűrők használata is, amivel gyakorlatilag 0 keménységű vizet készíthetünk (akvarisztika, víztisztítás).